# Zkřížená prezentace
Zkřížená prezentace (anglicky cross-presentation) je proces u antigen prezentujících buněk, při kterém dochází k vazbě exogenního antigenu nikoli na MHC II, ale na MHC I komplex a tím jeho prezentaci cytotoxickým CD8+ T lymfocytům (CD8+ Tc). Tento mechanismus se hlavně uplatňuje v antivirové imunitní odpovědi vůči virem infikovaným buňkám, které jsou tak díky zkřížené prezentaci cíleně identifikovány a zničeny.

## Klasická vs. zkřížená prezentace
Principem MHC molekul je informovat imunitní systém o činnosti uvnitř buněk a složení extracelulárního prostředí. Každá jaderná buňka exprimuje na svém povrchu MHC I a prezentuje tak část svého vnitřního obsahu. Pohlcené antigeny z extracelulárního prostředí jsou prezentovány na MHC II, které exprimují hlavně antigen prezentující buňky. Tímto rozdělením intracelulární/extracelulární rozumíme klasickou antigenní prezentaci, která platí u většiny buněk. Zkříženou prezentaci pozorujeme hlavně u dendritických buněk, které prezentují i exogenní antigeny na MHCI a tímto mechanismem tak aktivují CD8+ Tc cíleně namířené proti infikovaným buňkám.

## Mechanismus

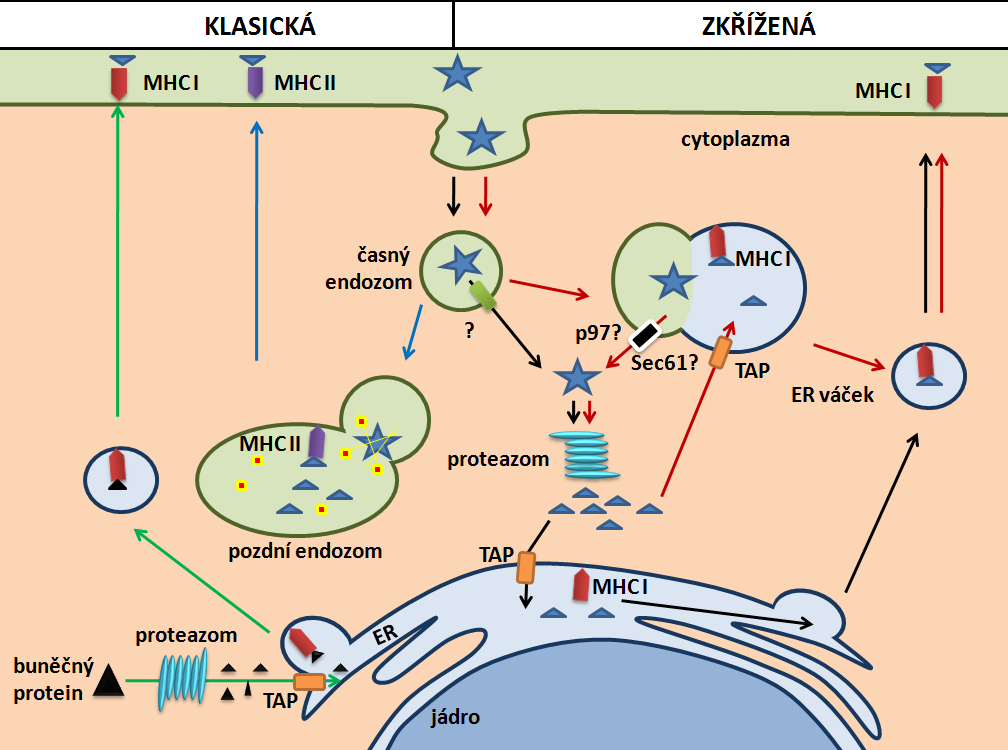
Schematické znázornění rozdílu mezi klasickou MHC I/II prezentací a zkříženou prezentací (cytosolická dráha)

Po fagocytóze exogenního proteinu (například virového proteinu) jsou zde dvě možnosti, jak jeho fragmenty dostat na MHC I.
První a pravděpodobně nejčastější možností je tzv. cytosolická dráha. Zde je endocytovaný protein transportován z časného endozomu do cytoplazmy. Následuje štěpení v proteazomu na malé fragmenty a jejich transport do endoplazmatického retikula (ER) pomocí TAP transportéru. Fragmenty jsou poté navázány na MHC I a váčkem dopraveny a vystaveny na cytoplazmatické membráně. Obdobně může dojít ke splynutí časného endozomu s váčkem odvozeným od ER a transportu proteinu do cytoplazmy. Protein je tak opět naštěpen proteazomem a fragmenty jsou pak transportovány přes TAP zpět do endozomu (nebo do ER), kde se naváží na MHC I a jsou váčkem přeneseny a vystaveny na membráně. Klíčovou roli tu tak mají TAP a proteazom, jejichž inhibice zruší nejen zkříženou prezentaci, ale i klasickou MHC I prezentaci.
Přesný mechanismus transportu proteinu z endozomu do cytoplazmy doposud nebyl zcela jednoznačně objasněn. Jednou z možností je role Sec61 translokonu a p97/VCP, jakožto součást ERAD dráhy. Oboje se však vyskytují na membráně ER a od něj odvozených váčků. Vysvětloval by tak pouze transport proteinu po fúzi endozomu s ER váčkem.
Druhou možností je tzv. vakuolární dráha. U té dochází k endocytóze proteinu a následné fúzi endozomu s lyzozomálnímí a ER váčky. Tato cesta je nezávislá na proteazomu a TAP transportéru, jelikož je protein degradován na fragmenty katepsinem S přímo ve váčku. Tyto fragmenty jsou poté přímo navázány na MHC I a vystaveny na cytoplazmatické membráně.

## Role v imunitní odpovědi
Zkřížené prezentace jsou schopné i makrofágy a B lymfocyty, avšak v největší míře ji využívají právě dendritické buňky, konkrétně plazmacytoidní dendritické buňky. Tyto plazmacytoidní dendritické buňky jsou klíčoví hráči v antivirové obraně, nejen díky vysoké produkci interferonu, ale i díky aktivaci CD8+ Tc. Kdyby u nich platila pouze klasická prezentace, CD8+ Tc by nemohly být aktivovány exogenním antigenem. Ten by byl vázán pouze na MHC II a na ten se CD8+ Tc neváže. Plasmacytoidní dendritická buňka tak musí extracelulární antigen zpracovat tak, aby byl prezentován na MHC I. Je-li vir schopen nakazit dendritickou buňku, přirozeně se jeho části proteinů objeví na MHC I, jelikož jsou syntetizovány uvnitř buňky a tudíž jsou prezentovány stejně jako buňce vlastní proteiny. V tomto případě není potřeba zkřížené prezentace pro aktivaci CD8+ Tc . Avšak ne všechny viry dokážou infikovat i dendritické buňky, většina má specifický buněčný typ, ve kterém je virus schopen se zreplikovat. Proto dendritické buňky využívají zkřížené prezentace. Tím je zaručena eliminace infikovaných buněk, které na MHC I exprimují virové fragmenty, a i šíření viru a progrese nemoci. Role zkřížené prezentace a CD8+ Tc není však pevně svázána pouze s viry, ale i s bakteriální infekcí a nádorovými onemocněními.